# Into the Deep
Into the Deep ist ein US-amerikanischer Actionfilm und Thriller aus dem Jahr 2025. Das Drehbuch schrieben Chad Law und Josh Ridgway, Regie führte Christian Sesma. Die Hauptrollen sind mit Richard Dreyfuss, Scout Taylor-Compton, Jon Seda und Stuart Townsend besetzt.

## Inhalt
Nach einer Begegnung mit einem Hai leidet die Meeresbiologin Cassidy Branham unter Angstzuständen und Albträumen. Als sie sich ihrem Vater Seamus anvertraut, rät ihr dieser, sich ihren Ängsten zu stellen. Cassidy und ihr Ehemann Gregg beschließen, nach Thailand zu reisen und an einer Tauchexpedition teilzunehmen. Mit Kapitän Daemon Benz sucht das Paar nach versunkenen Schätzen. Während der Expedition treffen die Taucher ein Schiff mit Drogenschmugglern, die eine auf dem Meeresboden liegende Ladung Heroin bergen wollen. Das Paar wird Zeuge eines Mordes. Das lockt im Wasser zahlreiche Haie an. Schließlich verlangen die Schmuggler von Cassidy, dass sie die Drogen an die Oberfläche holt.

## Veröffentlichung
Nach der Veröffentlichung am 24. Januar 2025 wurde der Film in ausgewählten Kinos gezeigt. Gleichzeitig wurde er auf digitalen Plattformen und über Video-on-Demand (VOD) verfügbar.

## Kritik
Leslie Felperin vom Guardian bewertete den Film mit zwei von fünf Sternen. Ebenso vergab Rich Cross vom Starburst Magazine zwei von fünf Sternen.